# زاوية سايس
زاوية سايس (كانت تسمى قديما حصن اسايس)، هي قرية مغربية غرب المملكة. تنتمي زاوية سايس لإقليم الجديدة الساحلي جنوبي الدار البيضاء. تضم هذه القرية 9.519 نسمة (إحصاء 2004).